# Abgrallaspis colorata
Abgrallaspis colorata är en insektsart som först beskrevs av Cockerell 1893.  Abgrallaspis colorata ingår i släktet Abgrallaspis och familjen pansarsköldlöss. Inga underarter finns listade i Catalogue of Life.